# Yenişehir (Mersin)
Yenişehir (türkisch für Neustadt) ist eine Stadtgemeinde (Belediye) im gleichnamigen Ilçe (Landkreis) der Provinz Mersin in der türkischen Mittelmeerregion und zugleich ein Stadtbezirk der 1993 gebildeten Büyükşehir belediyesi Mersin (Großstadtgemeinde/Metropolprovinz). Seit der Gebietsreform ab 2013 ist die Gemeinde flächen- und einwohnermäßig identisch mit dem Landkreis. Er ist der kleinste und zentrale Teil der Provinzhauptstadt Mersin, die 2008 in vier Kreise aufgeteilt wurde.
Durch das Gesetz Nr. 5747 wurde der Kreis im Juli 2008 zusammen mit den anderen drei Kreisen Akdeniz, Mezitli und Toroslar aus dem aufgelösten zentralen Landkreis (Merkez Ilçe) der Provinzhauptstadt gebildet. Yenişehir ist flächenmäßig der kleinste Landkreis/Stadtbezirk der vier neuen Kreise, weist aber die zweithöchste Bevölkerungszahl auf (Anteil Ende 2020: 25,59 %). Dementsprechend ist auch die Bevölkerungsdichte am höchsten und erreicht mit 1.934 Einw. je km² nahezu das Dreieinhalbfache der (aufsummierten) Provinzhauptstadt Mersin.
Yenişehir erhielt 1993 den Status einer Belediye und einen Bürgermeister.
Bei der Kreisbildung wurde die Belediye Değirmençay aus dem zentralen Landkreis ausgegliedert und wechselte in den neugebildeten Kreis Yenişehir, die Eigenständigkeit blieb erhalten. Des Weiteren wechselten im Juli 2008 acht der 62 Dörfer des aufgelösten zentralen Landkreises in den Kreis Yenişehir, ehe sie im Zuge der Verwaltungsreform 2013/2014 in Mahalle umgewandelt wurden. Die zwei Mahalle von Değirmençay wurden dabei vereint, während die 23 bestehenden Mahalle der Kreisstadt unverändert blieben. Bis Ende 2013 stieg somit die Anzahl der Mahalle von 25 auf 32. Den Mahalle (Stadtviertel/Ortsteile) steht ein Muhtar als oberster Beamter vor.
Ende 2020 lebten durchschnittlich 8.399 Menschen in jedem Mahalle, die meisten davon in diesen:
- Çiftlikköy Mah. (24.800)
- Menteş Mah. (19.453)
- Güvenevler Mah. (19.264)
- Akkent Mah. (18.196)
- Hürriyet Mah. (17.397)

- Eğriçam Mah. (17.348)
- Cumhuriyet Mah. (16.622)
- Bahçelievler Mah. (14.419)
- Barbaros Mah.(13.352)
- Batıkent Mah. (12.524)
- 50. Yıl Mah. (12.077)
- Limonluk Mah. (11.439)
- Fuatmorel Mah. (11.215)
- Aydınlıkevler Mah. (10.792 Einw.)

## Fotografische Eindrücke aus Yenişehir

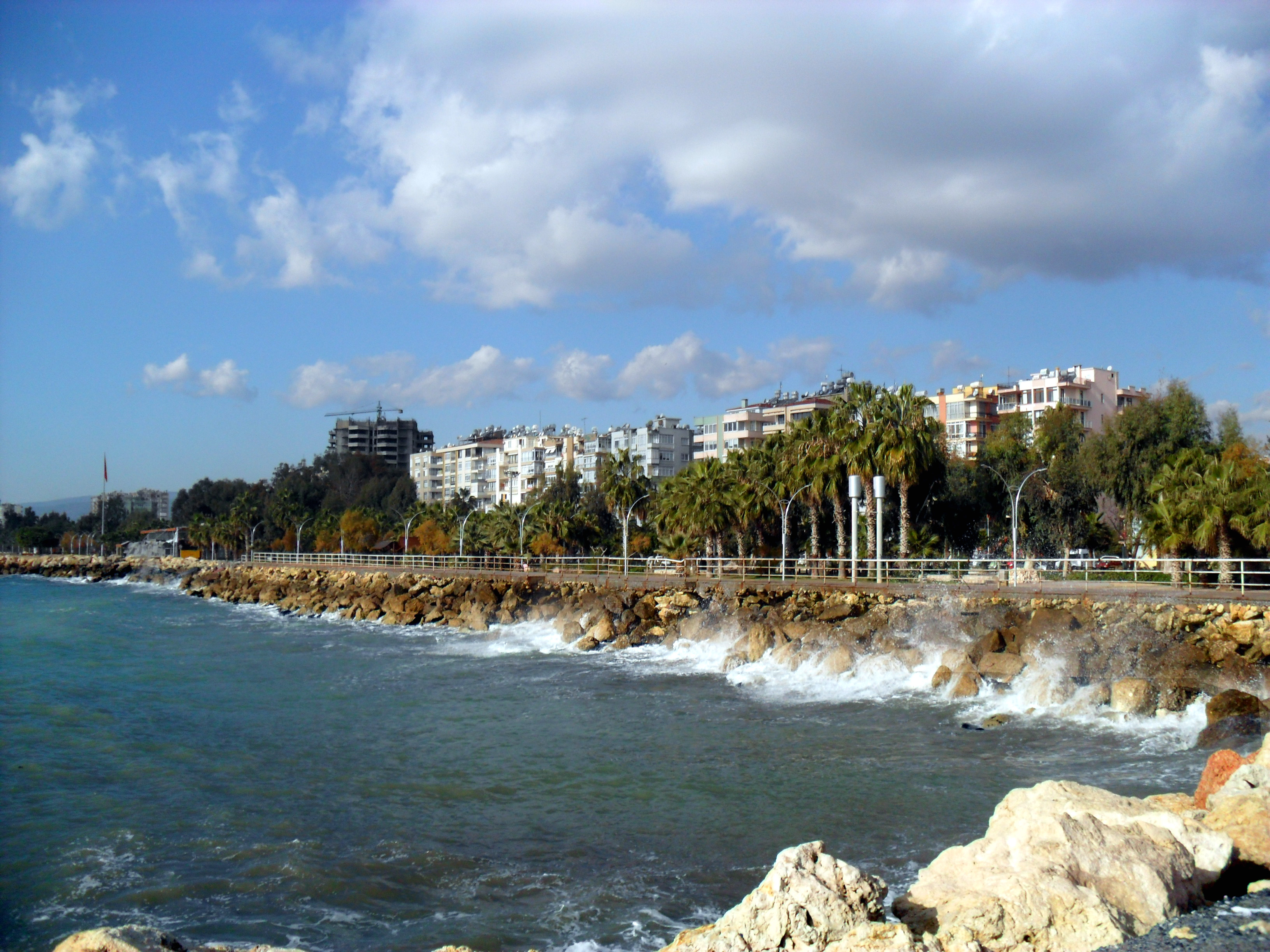
Die Mittelmeerküste
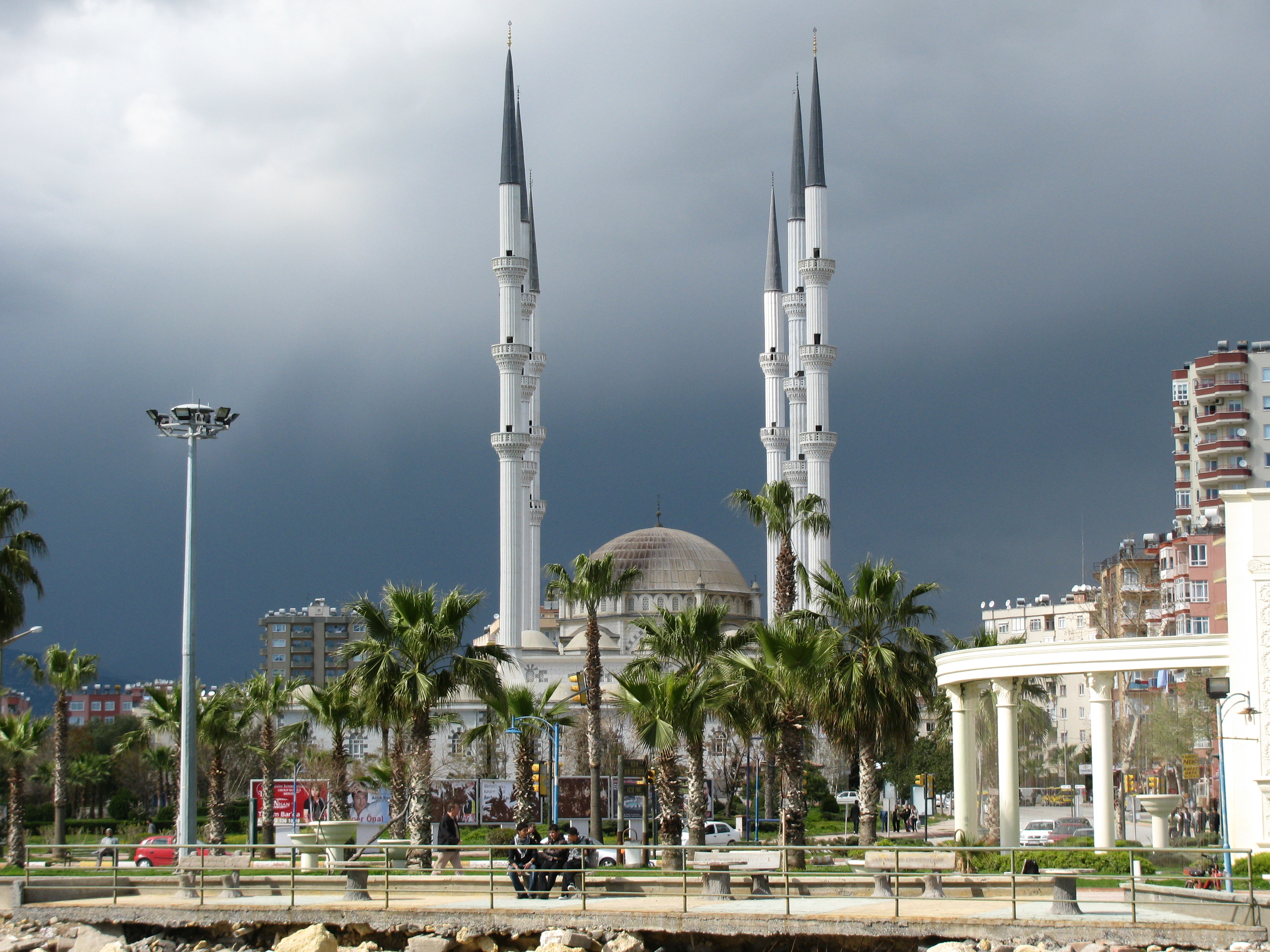
Muğdat Moschee
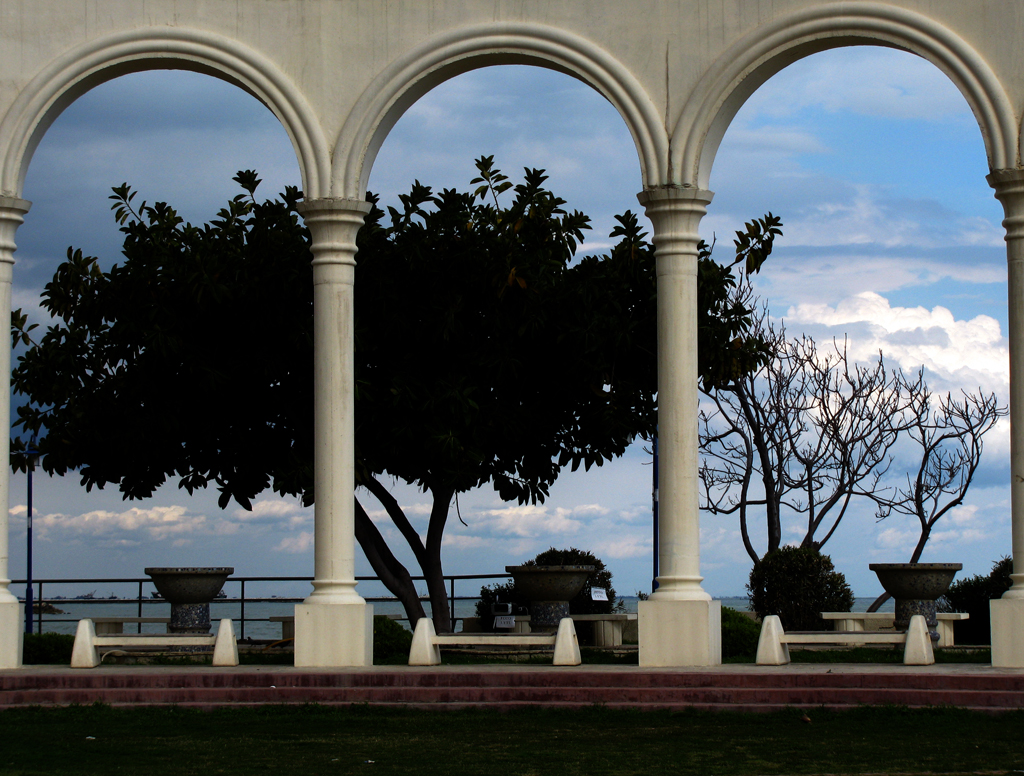
Gazi
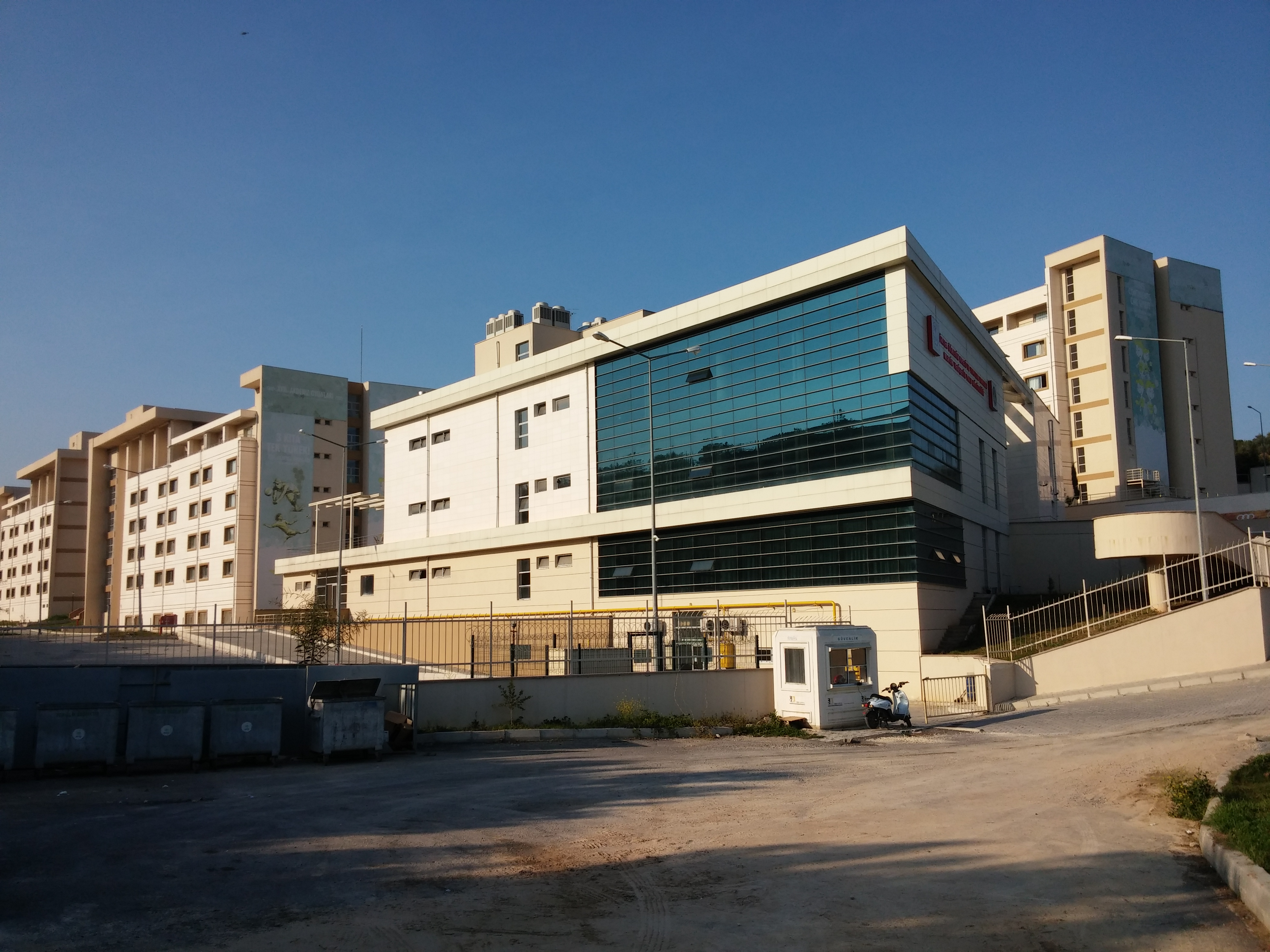
Die Universität in Çiftlikköy
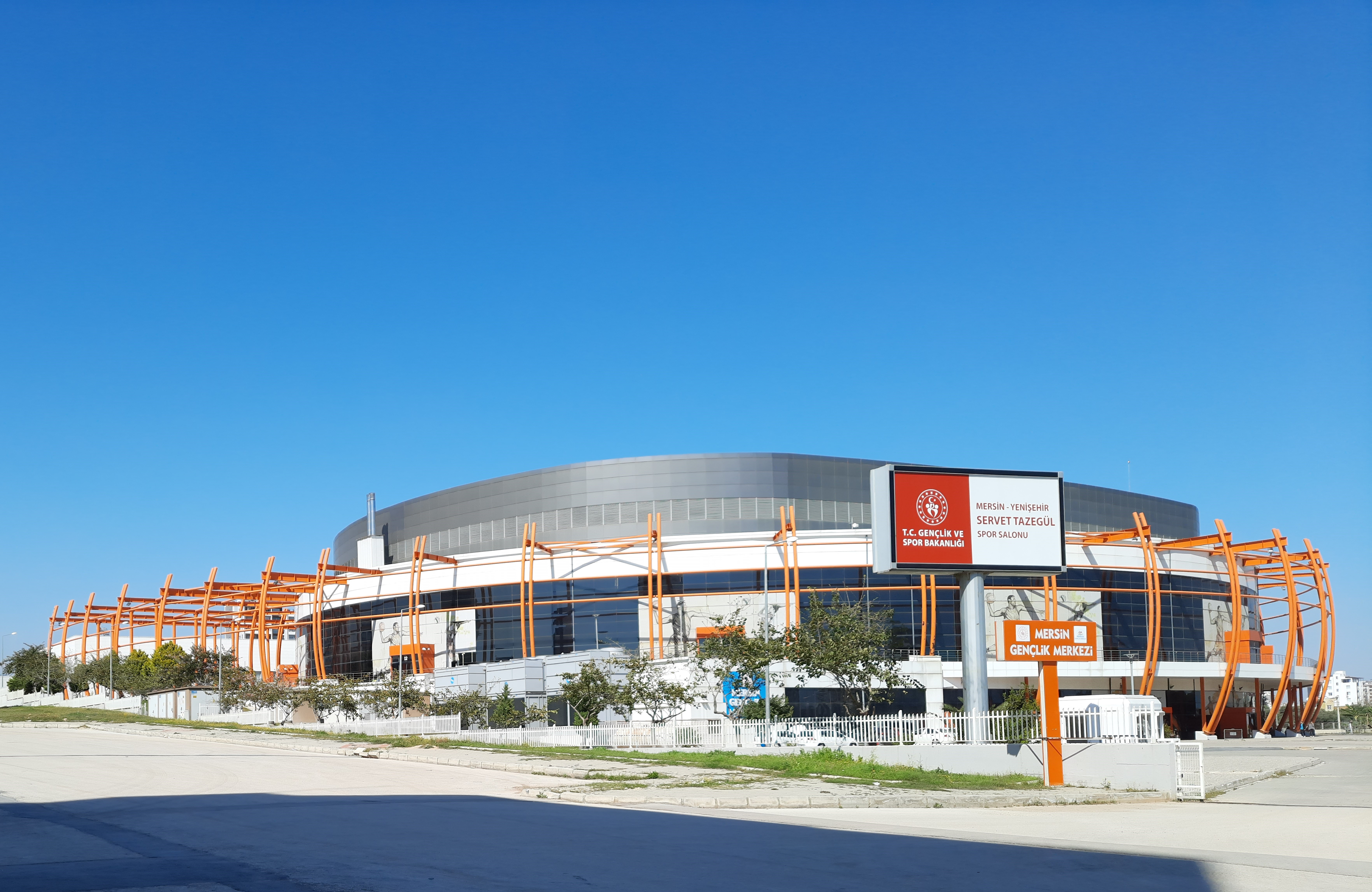
Servet Tazegül Arena